# Polnische Snooker-Meisterschaft
Die Polnische Snooker-Meisterschaft ist ein Wettbewerb zur Ermittlung des nationalen Meistertitels in der Billardvariante Snooker in Polen. Seit 1993 wird das Turnier bei Männern und Frauen ausgetragen, später kamen Juniorenturniere in bis zu vier Altersklassen und ein Seniorenturnier (40 Jahre und älter) dazu.
Erfolgreichste Snookerspieler sind Rafał Jewtuch und Mateusz Baranowski mit je vier Meistertiteln und vier Vizemeisterschaften. Hanna Mergies-Wrotna wurde zwischen 1999 und 2014 neunmal polnische Meisterin, im Zeitraum von 1994 bis 2005 war Ewa Pieniążek siebenmal erfolgreich.

## Titelträger
In den vier Einzelkategorien gab es seit 1993 folgende Titelträger (unvollständige Aufstellung):
| Jahr | Männer              | Männer   | Männer               | Frauen                 | Junioren               | Junioren               | Junioren            | Junioren          | Senioren            |
| Jahr | 1. Platz            | Ergebnis | 2. Platz             | 1. Platz               | U21                    | U19 (ab 2018: U18)     | U16                 | U12 (2013: U14)   | 1. Platz            |
| ---- | ------------------- | -------- | -------------------- | ---------------------- | ---------------------- | ---------------------- | ------------------- | ----------------- | ------------------- |
| 1993 | Arkadiusz Iwaniczuk | 5:2      | Grzegorz Szymanik    | Izabela Morska         | –                      | –                      | –                   | unbekannt         | –                   |
| 1994 | Martin Karlsson     | 5:2      | Bartłomiej Lachowicz | Ewa Pieniążek          | –                      | –                      | –                   | unbekannt         | –                   |
| 1995 | Kuba Sawicki        | 5:2      | Maksymilian Janicki  | Ewa Pieniążek          | –                      | –                      | Kuba Sawicki        | unbekannt         | –                   |
| 1996 | Tomasz Kościelak    | 5:4      | Przemysław Kruk      | Ewa Pieniążek          | –                      | –                      | Rafał Górecki       | unbekannt         | –                   |
| 1997 | Rafał Jewtuch       | 5:1      | Tomasz Kościelak     | Ewa Pieniążek          | Przemysław Kruk        | –                      | Rafał Górecki       | unbekannt         | –                   |
| 1998 | Marek Derek         | 5:4      | Rafał Górecki        | Izabela Morska         | Marek Derek            | –                      | –                   | unbekannt         | –                   |
| 1999 | Kuba Sawicki        | 5:1      | Marek Derek          | Hanna Mergies          | –                      | –                      | –                   | unbekannt         | –                   |
| 2000 | Marek Derek         | 6:2      | Rafał Jewtuch        | Ewa Pieniążek          | –                      | –                      | Przemysław Ślesicki | unbekannt         | –                   |
| 2001 | Marek Derek         | 7:1      | Kuba Sawicki         | Hanna Mergies          | Kuba Sawicki           | –                      | –                   | unbekannt         | –                   |
| 2002 | Marcin Nitschke     | 4:0      | Krzysztof Wróbel     | Hanna Mergies          | Rafał Górecki          | –                      | –                   | unbekannt         | –                   |
| 2003 | Rafał Jewtuch       | 5:1      | Marcin Nitschke      | Ewa Pieniążek          | Marcin Nitschke        | –                      | –                   | unbekannt         | –                   |
| 2004 | Jarosław Kowalski   | 7:2      | Rafał Jewtuch        | –                      | Tomasz Neszow          | –                      | –                   | unbekannt         | Jacek Rudowicz      |
| 2005 | Jarosław Kowalski   | 5:4      | Rafał Jewtuch        | Ewa Pieniążek          | Tomasz Neszow          | –                      | –                   | unbekannt         | Dariusz Wisniewski  |
| 2006 | Rafał Jewtuch       | 7:5      | Rafał Górecki        | Hanna Mergies          | Mariusz Sirko          | –                      | Michał Zieliński    | unbekannt         | –                   |
| 2007 | Marcin Nitschke     | 7:4      | Jacek Walter         | Hanna Mergies          | Mariusz Sirko          | Michał Zieliński       | Michał Zieliński    | unbekannt         | Krzysztof Kubicki   |
| 2008 | Rafał Jewtuch       | 7:6      | Marcin Nitschke      | Hanna Mergies          | Michał Zieliński       | Michał Zieliński       | Michał Zieliński    | unbekannt         | Robert Matysiak     |
| 2009 | Michał Zieliński    | 7:1      | Marek Zubrzycki      | Hanna Mergies          | Michał Zieliński       | Adam Stefanów          | Adam Stefanów       | unbekannt         | Maksymilian Janicki |
| 2010 | Michał Zieliński    | 7:0      | Rafał Jewtuch        | Ewa Pawińska           | Grzegorz Biernadski    | Michał Zieliński       | Adam Stefanów       | unbekannt         | Domański Arkadiusz  |
| 2011 | Rafał Górecki       | 7:4      | Michał Zieliński     | Hanna Mergies          | –                      | Mateusz Baranowski     | Adam Stefanów       | unbekannt         | –                   |
| 2012 | Krzysztof Wróbel    | 7:0      | Marcin Nitschke      | Ewa Pawińska           | Paweł Rogoza           | –                      | –                   | unbekannt         | –                   |
| 2013 | Michał Zieliński    | 7:6      | Krzysztof Wróbel     | Jana Schut             | –                      | –                      | –                   | Paweł Szpytko     | –                   |
| 2014 | Kacper Filipiak     | 7:2      | Michał Zieliński     | Hanna Mergies-Wrotna   | Adam Stefanów          | –                      | –                   | unbekannt         | Jarosław Kowalski   |
| 2015 | Adam Stefanów       | 7:2      | Mateusz Baranowski   | Małgorzata Sikorska    | Kacper Filipiak        | –                      | –                   | unbekannt         | Rafał Jewtuch       |
| 2016 | Tomasz Skalski      | 6:5      | Kacper Filipiak      | Dalia Alska            | Kacper Filipiak        |                        |                     | unbekannt         | Jarosław Kowalski   |
| 2017 | Mateusz Baranowski  | 6:5      | Kacper Filipiak      | Ewa Pawińska           | Mateusz Baranowski     |                        |                     | unbekannt         | Jarosław Kowalski   |
| 2018 | Mateusz Baranowski  | 6:4      | Kacper Filipiak      | Izabela Łącka          | Mateusz Baranowski     | Felix Vidler           |                     | unbekannt         | Jarosław Kowalski   |
| 2019 | Kacper Filipiak     | 6:3      | Paweł Rogoza         | Małgorzata Sikorska    | Maciej Kusak           | Antoni Kowalski        | Antoni Kowalski     | Krzysztof Czapnik | Jarosław Kowalski   |
| 2020 | Antoni Kowalski     | 6:4      | Mateusz Baranowski   | Małgorzata Sikorska    | Antoni Kowalski        | Antoni Kowalski        | Antoni Kowalski     | Krzysztof Czapnik | Marek Zubrzycki     |
| 2021 | Konrad Juszczyszyn  | 6:3      | Grzegorz Biernadski  | Izabela Łącka          | nicht ausgetragen      | Antoni Kowalski        | Jakub Zakrzewski    | Michał Szubarczyk | Jarosław Kowalski   |
| 2022 | Mateusz Baranowski  | 5:1      | Konrad Juszczyszyn   | Albina Ljaschtschuk    | Antoni Kowalski        | Antoni Kowalski        | Sebastian Milewski  | Krzysztof Czapnik | Jarosław Kowalski   |
| 2023 | Antoni Kowalski     | 5:2      | Mateusz Baranowski   | Dalia Alska            | Michał Szubarczyk      | Michał Szubarczyk      | Krzysztof Czapnik   | Michał Szubarczyk | Marcin Nitschke     |
| 2024 | Antoni Kowalski     | 5:1      | Mateusz Baranowski   | Izabela Łącka          | Sebastian Milewski     | Michał Szubarczyk      | Witold Bystrzycki   | Antoni Bień       | Marcin Nitschke     |
| 2025 | Mateusz Baranowski  | 5:2      | Daniel Holoyda       | noch nicht ausgetragen | noch nicht ausgetragen | noch nicht ausgetragen | Krzysztof Czapnik   | Antoni Bień       | Marcin Nitschke     |